# Giovanni Di Giandomenico
Giovanni Di Giandomenico (Carunchio, 3 aprile 1941) è un politico e giurista italiano.

## Biografia
Nato nel 1941 a Carunchio, in Abruzzo, e residente a Termoli, si è laureato in giurisprudenza all'Università di Roma "La Sapienza" nel 1963 con Giuliano Vassalli. Ha iniziato la sua carriera universitaria nel 1970 come assistente ordinario di diritto privato all'Università di Cagliari e dal 1972 come docente dell'Università degli Studi di Firenze, per poi insegnare anche negli atenei di Roma e Pescara. Fino al 2013 è stato professore ordinario di diritto privato all'Università del Molise, mentre dal 2010 al 2015 è stato rettore dell'Università telematica Pegaso di Napoli, ateneo di cui è professore straordinario e preside della facoltà di giurisprudenza.

## Attività politica
Attivo politicamente nella Democrazia Cristiana molisana, è stato eletto consigliere regionale per la provincia di Campobasso per la prima volta nel 1985 con 6.382 preferenze ed è stato riconfermato nel 1990 con 9.621 suffragi, ricoprendo l'incarico di assessore dal 1991 al 1993 nelle giunte a guida democristiana presiedute da Enrico Santoro e Luigi Di Bartolomeo. Passato al Partito Popolare Italiano dopo la dissoluzione della DC, è stato eletto presidente del Molise nel marzo 1994, alla guida della prima giunta molisana di centro insieme al Partito Socialista Democratico Italiano e al Partito Repubblicano Italiano, restando in carica fino al 1995..